# Muusoctopus fuscus
Muusoctopus fuscus is een inktvissensoort uit de familie van de Enteroctopodidae. De wetenschappelijke naam van de soort werd voor het eerst geldig gepubliceerd in 1964 door Taki als Benthoctopus fuscus.